# خط عرض 35° شمال
خط عرض 35° شمال هي إحدى دوائر العرض الجغرافية، وهي دوائر وهمية تحيط بالكرة الأرضية، وموازية لخط الاستواء، وتتميز هذه الدائرة بأن الأراضي الواقعة عليها تنتمي للمنطقة المعتدلة الدفيئة.

## حول العالم
خط عرض 35° شمال يبدأ من خط الزوال الأولي ويتجه شرقا ويمر عبر:
| الإحداثيات                           | البلد أو الإقليم أو البحر | ملاحظات |
| ------------------------------------ | ------------------------- | --- |
| 35°0′N 0°0′E / 35.000°N 0.000°E      | الجزائر                   | |
| 35°0′N 8°19′E / 35.000°N 8.317°E     | تونس                      | |
| 35°0′N 10°58′E / 35.000°N 10.967°E   | البحر الأبيض المتوسط      | |
| 35°0′N 24°45′E / 35.000°N 24.750°E   | اليونان                   | جزيرة كريت |
| 35°0′N 25°34′E / 35.000°N 25.567°E   | البحر الأبيض المتوسط      | |
| 35°0′N 32°18′E / 35.000°N 32.300°E   | قبرص                      | Including, for a short distance, the الخط الأخضر |
| 35°0′N 33°43′E / 35.000°N 33.717°E   | Dhekelia                  | المملكة المتحدة أكروتيري ودكليا (not part of the territory of the قبرص) |
| 35°0′N 33°51′E / 35.000°N 33.850°E   | قبرص                      | |
| 35°0′N 34°4′E / 35.000°N 34.067°E    | البحر الأبيض المتوسط      | |
| 35°0′N 35°54′E / 35.000°N 35.900°E   | سوريا                     | |
| 35°0′N 41°14′E / 35.000°N 41.233°E   | العراق                    | |
| 35°0′N 45°53′E / 35.000°N 45.883°E   | إيران                     | |
| 35°0′N 61°7′E / 35.000°N 61.117°E    | أفغانستان                 | |
| 35°0′N 71°31′E / 35.000°N 71.517°E   | باكستان                   | خيبر بختونخوا · آزاد كشمير - تملكه الهند · غلغت-بلتستان - تملكه الهند |
| 35°0′N 77°1′E / 35.000°N 77.017°E    | الهند                     | جامو وكشمير - تملكه باكستان |
| 35°0′N 78°7′E / 35.000°N 78.117°E    | أكساي تشين                | Disputed between الهند و جمهورية الصين الشعبية |
| 35°0′N 80°11′E / 35.000°N 80.183°E   | جمهورية الصين الشعبية     | منطقة التبت ذاتية الحكم تشينغهاي قانسو شنشي Gansu Shaanxi شانشي خنان شاندونغ جيانغسو |
| 35°0′N 119°12′E / 35.000°N 119.200°E | البحر الأصفر              | |
| 35°0′N 126°6′E / 35.000°N 126.100°E  | كوريا الجنوبية            | جولا الجنوبية (مقاطعة) غيونغسانغ الجنوبية (مقاطعة) مرورا بجنوب بوسان |
| 35°0′N 128°50′E / 35.000°N 128.833°E | بحر اليابان               | |
| 35°0′N 132°12′E / 35.000°N 132.200°E | اليابان                   | جزيرة هونشو: — شيمانه (محافظة) — هيروشيما (محافظة) — أوكاياما (محافظة) — هيوغو (محافظة) — أوساكا (محافظة) — كيوتو (محافظة) — شيغا (محافظة) — ميه (محافظة) — آيتشي (محافظة) — شيزوؤكا (محافظة)                           |
| 35°0′N 139°6′E / 35.000°N 139.100°E  | المحيط الهادئ             | خليج ساغامي |
| 35°0′N 139°51′E / 35.000°N 139.850°E | اليابان                   | جزيرة Honshu: — تشيبا (محافظة) |
| 35°0′N 139°59′E / 35.000°N 139.983°E | المحيط الهادئ             | |
| 35°0′N 120°38′W / 35.000°N 120.633°W | الولايات المتحدة          | كاليفورنيا أريزونا نيومكسيكو تكساس أوكلاهوما أركنساس تينيسي / مسيسيبي border Tennessee / ألاباما border Tennessee / جورجيا (ولاية أمريكية) border كارولاينا الشمالية / Georgia border كارولاينا الجنوبية North Carolina |
| 35°0′N 76°8′W / 35.000°N 76.133°W    | المحيط الأطلسي            | |
| 35°0′N 6°15′W / 35.000°N 6.250°W     | المغرب                    | |
| 35°0′N 2°8′W / 35.000°N 2.133°W      | الجزائر                   | |